# Dorothee Rocke
Dorothee Rocke (* 1949 in Kiel) ist eine deutsche Künstlerin.
Nach einem Sprachstudium in Köln von 1969 bis 1973 studierte sie von 1974 bis 1980 Bildende Künste an der Universität Mainz. 1981 war sie Gastdozentin für Malerei am Middlebury College (USA), 1988 bis 1992 hatte sie einen Lehrauftrag für Malerei an der Universität Mainz. 1989 wurde sie mit dem Perron-Kunstpreis der Stadt Frankenthal ausgezeichnet. 1990 bis 1991 hatte sie einen Lehrauftrag für Freie Gestaltung an der FH Aachen, 1997 eine Gastprofessur für Zeichnung an der Fachhochschule Hamburg. 2009 Atelier-Stipendium der Stiftung Bartels Fondation, Basel. 2017 erhielt sie den Ilse-Hannes-Kunstpreis der Ilse-Hannes-Gesellschaft, Frankfurt. 
Dorothee Rocke lebt in Frankfurt am Main.
Ihr Werk bestand anfangs aus großformatigen Kohlezeichnungen und nach einer kurzen Phase mit farbigen Acryl- und Gouachebildern alsbald überwiegend aus abstrakten schwarz-weißen Acrylbildern, die sie nicht nur mit dem Pinsel, sondern auch durch das Aufdrücken strukturierter Objekte gestaltet. Linien und Strukturen sind ihre bestimmenden Bildelemente. Ab etwa 1995 schuf sie insbesondere seriell konzipierte Werkzyklen.
Ihre Bilder waren bereits bei zahlreichen Einzel- und Gruppenausstellungen zu sehen. Bedeutende Einzelausstellungen fanden 1986 im Goethe-Institut in Kyōto, 1991 im Künstlerhaus Edenkoben und im Kunstverein Frankenthal sowie 1996/97 beim Kunstverein Schwetzingen und in der Städtischen Galerie im Museum Folkwang in Essen statt. Ab 1992 hat sie mehrfach im Kunstraum MI Posselt in Bonn, in der Galerie Erhard Witzel in Wiesbaden und in der Neuen Kunst im Hagenbucher in Heilbronn ausgestellt. Seit 2003 ist Dorothee Rocke Mitglied im Deutschen Künstlerbund. Sie gehörte zu den 40 Teilnehmern der DKB-Projektausstellung Herbarium der Blicke, die in der Bundeskunsthalle in Bonn gezeigt wurde. In der Sammlung Prinzhorn in Heidelberg gab es im selben Jahr eine Ausstellung mit Werken Rockes, die als Antworten auf in der Sammlung befindliche Werke des geisteskranken Künstlers Hyacinth von Wieser (1848–1877) zu verstehen waren. Unter dem Titel Der Linie folgen fand eine Rocke-Ausstellung im Jahr 2006 in der Goldhalle des Hessischen Rundfunks in Frankfurt am Main statt. 2009 zeigte sie ihre neusten Arbeiten im Morat-Institut für Kunst und Kunstwissenschaft, Freiburg/Br.